# Іконографія
Про вивчення та особливості ікон див. Іконопис.
Іконографія — спеціальна історична та мистецтвознавча дисципліна, яка слугує допоміжною наукою у вивченні історії мистецтва, досліджує художні засоби, мотиви, сюжети візуальних творів мистецтва.

## Іконографія як історична дисципліна
Іконографія — спеціальна історична дисципліна, яка досліджує виконані живописними, скульптурними або графічними засобами зображення осіб, подій, місцевостей.

### Предмет дослідження
Предметом дослідження іконографії (від дав.-гр. εἰκών — зображення, пишу) є особливий тип джерел, в який інформація зафіксована у вигляді зображень. Об'єктом дослідження іконографії виступають твори живопису, графіки, іконотворчості, скульптури, прикладного малярства тощо. Вивчає наскельні малюнки, петрогліфи, мініатюри, гравюри, ілюстрації, картини, портрети на папері та полотні, в емалі, ікони, фрески тощо. Іконографія досліджує зображення, історію їх появи, виникнення малярства стилів у різні історичні епохи, техніку виконання, встановлює авторську приналежність творів, форми фіксації зорової інформації та методику її інтерпретації.
Іконографія розробляє теорії, прийоми та методи для визначення достовірності творів, здійснює їхнє датування, встановлення адекватність відображення дійсності та автентичності подій у наявних мистецьких творах з метою використання отриманих сукупних даних в історичних дослідженнях.
Предметна область іконографії — простежити розвиток духовної культури, світогляду, обрядів, смаків людини завдяки та через будь-який вид зображень у певний хронологічний період розвитку цивілізації, встановити адекватність взаємозв'язків малярського мистецтва із загальним цивілізаційним поступом.

### Зв'язки з іншими дослідженнями
Іконографія тісно пов'язана з дослідженнями інших спеціальних історичних дисциплін — біографістикою, геральдикою, генеалогією, вексилологією, уніформознавством, кінодокументознавством, фотодокументознавством, а також з соціальною психологією, мистецтвознавством тощо.

## Іконографія як мистецька дисципліна
Іконографія — в образотворчій культурі є схемою зображення будь-яких персонажів чи сюжетних сцен в художній християнській культурі є системою установлених правил зображення основних персонажів та подій біблійної історії.